# Fast Workers
Fast Workers (Brasil: Perdão, Senhorita ) é um filme de drama de 1933, estrelado por John Gilbert e Robert Armstrong, dirigido por Tod Browning, com base no projeto incompleto chamado Rivets, de John McDermott.  O elenco de apoio apresenta Virginia Cherrill e Sterling Holloway.

## Elenco
- John Gilbert – Gunner Smith
- Robert Armstrong – Bucker Reilly
- Mae Clarke – Mary
- Muriel Kirkland – Millie
- Vince Barnett – Spike
- Virginia Cherrill – Virginia
- Muriel Evans – Nurse
- Sterling Holloway – Pinky Magoo